# Gal Faganel
Gal Faganel, slovenski violončelist, * 15. oktober 1979, Ljubljana.
Violončelo je študiral pri Matiji Lorenzu v Ljubljani, pri Dobrili Berkovič-Magdalenič v Zagrebu in pri Eleonore Schoenfeld v Los Angelesu. Izpopolnjeval se je pri članih kvartetov Ysaye, Julliard in Takacs ter pri mojstrih kot so Gerhard Mantel, Leslie Parnas, Daniel Rothmuller, Nathaniel Rosen in drugi. Je dobitnik številnih nagrad na mednarodnih tekmovanjih. Trenutno je aktiven kot orkesterski in komorni glasbenik, solist in pedagog v Evropi in Severni Ameriki. Je profesor na ljubljanski Akademiji za glasbo. 
Njegov oče je muzikolog in dirigent Tomaž Faganel.